# Југодром
Југодром српски је хумористичко-драмски филм из 2024. године. Настао је у режији Ђорђа Станимировића, а по сценарију Косте Пешевског.
Од 3. маја 2024 године филм је доступан на стриминг платформи Аполон.

## Радња
Екипа пријатеља Алиса, Павле и Црвена у старом стану држе хостел YUGODROM посвећен СФРЈ носталгији и урађен у маниру социјализма, препун детаља који сећају на то време. Павле га је наследио, Алиса осмислила концепт и њих троје, као у некој приватној утопији, деле хостел као животни и радни простор.
Ситуација се мења у моменту када Алиса на својој дипломској изложби упознаје Вука, успешнох хотелијера из Лондона, који јој, одушевљен дизајном YUGODROM-а, нуди сарадњу, желећи да откупи право на бренд YUGODROM.
С једне стране то би Павлу решило финансијске проблеме у које га увлачи проблематични отац Драган, али истовремено прети да угрози њихову југоносталгичну утопију...

## Улоге
| Глумац             | Улога         |
| ------------------ | ------------- |
| Алиса Радаковић    | Алиса         |
| Филип Хајдуковић   | Павле         |
| Анђела Кирбл       | Црвена        |
| Јован Савић        | Драган        |
| Петар Зекавица     | Вук           |
| Љубомир Николић    | зеленаш       |
| Марко Апостоловић  | зеленаш 2     |
| Владимир Керкез    | председник КС |
| Ивона Алурац Бајић | агенткиња     |